# 徐亮 (嘉靖進士)
徐亮（1500年—？），字子寅，號文山，直隸常州府江陰縣人，軍籍，明朝政治人物。

## 生平
嘉靖十年（1531年）辛卯科應天府鄉試第八十六名舉人。嘉靖二十年（1541年）中式辛丑科會試第十六名，登第三甲第三十四名進士。二十一年任浙江秀水县知县，遷通判。

## 家族
曾祖徐莊；祖父徐宗迅；父徐孟平，號心斋。嫡母孫氏；生母杜氏。慈侍下。